# Diplotropis racemosa
Diplotropis racemosa là một loài thực vật có hoa trong họ Đậu. Loài này được (Hoehne) Amshoff miêu tả khoa học đầu tiên.